# Château Bélair-Monange
Château Bélair-Monange ist ein französisches Weingut in der Appelation Saint-Émilion (AOC) bei Bordeaux. Das 12,5 Hektar große Weingut liegt neben dem berühmten Château Ausone. Es gehört der Familie Moueix und wird seit dem Jahr 2008 von Edouard Moueix geleitet, der bereits vorher dem Château Magdelaine vorstand. Im 19. Jahrhundert war der Château Bélair einer der berühmtesten Saint-Émilion-Weine überhaupt. Das Gut wurde durch die Reblausplage schwer beeinträchtigt und fiel dadurch weit hinter anderen 1er Grand Crus im Saint-Émilion zurück. Château Bélair wurde zum Jahrgang 2008 nach der kompletten Übernahme durch die Familie Moueix in Bélair-Monange umbenannt. Seither ist ein deutlicher Qualitäts- und Preisanstieg der Weine zu verzeichnen. Im Jahr 2012 wurde Château Magdelaine in das Weingut integriert.  In der Hierarchie der Rotweine von Saint-Émilion gehört es seit 1955 als Premier Grand Cru classé B , der zweithöchsten Stufe an (siehe auch den Artikel Bordeauxwein (Klassifikation)) und ist seitdem immer in diesem Rang bestätigt worden. Derzeit besteht der Wein aus 80 % Merlot Trauben und aus 20 % Cabernet Franc (Stand 2007).

## Geschichte
Bereits im 15. Jahrhundert befindet sich der Landbesitz des heutigen Château in Händen von Robert Knolles (andere Schreibweise Robert Knollys). Im Laufe der Zeit wandelte sich der Name Knolles in Canolles. Die Familie Canolles behielt das Gut bis zu Beginn der französischen Revolution, als sie fliehen mussten. Als Bien nationale erwarb vermutlich Auguste Chaperon für 60.450 Francs nahezu den gesamten Besitz und das Tagesgeschäft wurde weiterhin vom bisherigen technischen Leiter Goudicheau geführt. Wahrscheinlich war Chaperon lediglich ein Strohmann, denn bereits im Jahr 1802 übernahm die Familie Canolles wieder offiziell die Kontrolle. Von Victor de Canolles ging das Gut an seine Tochter Léontine, die Théophile de Seissan, Baron de Marignan heiratete. Das Paar vermachte das Gut ihrem einzigen Kind Lucie, die im Jahr 1881 Paul Baron de Montbel heiratete. Der Zeitpunkt der Übernahme war jedoch denkbar ungünstig da nur ein 5 Jahre vorher das Weinbaugebiet Bordeaux durch die Reblauskatastrophe und kurz danach durch die Pilzkrankheiten Echter und Falscher Mehltau eine tiefe Krise durchmachte. Das während des gesamten 19. Jahrhunderts hoch geschätzte Weingut litt besonders stark und wurde qualitativ von Château Ausone übertrumpft.
Im Jahr 1916 übernahm Edouard Dubois-Challon vom benachbarten Château Ausone das Weingut. Als Edouard bereits im Jahr 1921 verstarb, erbte sein Sohn Jean Dubois Challon Château Belair. Jean heiratete sehr spät die viel jüngere Helyette. Als Jean im Jahr 1974 verstarb, versuchte seine Witwe den Einfluss der Familie Vauthier (siehe Château Ausone) einzugrenzen und engagierte mit Pascal Delbeck einen technischen Direktor. Heylette vermachte dem technischen Direktor nach ihrem Tod im Jahr 2003 das Weingut. Delbeck hatte jedoch große Schwierigkeiten, die zu zahlende Erbschaftssteuer aufzubringen und verkaufte im Jahr 2006 bereits einen 31-prozentigen Anteil an das Handelshaus J.P. Moueix. Im Juni 2008 übernahm das Handelshaus schließlich die verbleibenden 69 Prozent.
Neben geplanten Investitionen im Weinkeller benannte die Familie Moueix das Weingut in Château Bélair-Monange um. Anna-Adèle Monange war die Mutter des Firmengründers Jean-Pierre Moueix und Großmutter von Christian Moueix.